# Communauté de communes du Plateau Bortois
Die Communauté de communes du Plateau Bortois ist ein ehemaliger französischer Gemeindeverband (Communauté de communes) im Département Corrèze und der Region Limousin. Er wurde am 4. Dezember 2003 gegründet.

## Mitglieder
| - Confolent-Port-Dieu - Margerides - Monestier-Port-Dieu - Saint-Bonnet-près-Bort | - Saint-Julien-près-Bort - Saint-Victour - Thalamy - Veyrières |  |

## Quelle
- Le SPLAF - (Website zur Bevölkerung und Verwaltungsgrenzen in Frankreich (frz.))